# Bentley (Alberta)
Bentley es un pueblo canadiense situado en la provincia de Alberta.

## Superficie
Bentley tiene una superficie de 2,24 km².

## Demografía
En 2021, tenía 1042 habitantes, una densidad poblacional de 464,4 hab./km², y 471 viviendas.